# Mario Bolatti
Mario Ariel Bolatti (La Para (Córdoba), 17 februari 1985) is een Argentijns betaald voetballer die doorgaans centraal op het middenveld speelt. Hij werd in juli 2018 transfervrij nadat zijn contract bij Boca Unidos afliep. Bolatti debuteerde op 12 augustus 2009 in het Argentijns voetbalelftal, in een wedstrijd in en tegen Rusland.

## Carrière
Na vier jaar gespeeld te hebben bij zijn eerste profclub Atlético Belgrano werd Bolatti voorafgaand aan het seizoen 2007/08 door FC Porto voor het eerst naar Europa gehaald. De samenwerking werd niet wat speler en club ervan gehoopt hadden. Bolatti werd daarom voor de tweede helft van het seizoen 2008/09 verhuurd aan Atlético Huracán in zijn thuisland. Daarmee werd hij dat jaar als basisspeler tweede in de Clausura (najaarscompetitie). Bolatti's spel maakte dusdanig veel indruk op Fiorentina, dat zij in januari 2010 een vierjarig contract met hem overeenkwamen met een optie voor nog een seizoen. Echter, hij ging op 6 februari naar SC Internacional..
Tijdens zijn eerste jaar als international maakte de 1.90 meter lange Bolatti de enige treffer van de wedstrijd in de laatste kwalificatieronde voor het WK 2010 tegen Uruguay. Hierdoor plaatste hij zich met zijn land rechtstreeks voor het eindtoernooi, waar bondscoach Diego Maradona hem een jaar later mee naartoe nam als reservespeler. In de tweede groepswedstrijd tegen Zuid-Korea (4-1 winst) maakte hij er zijn eerste minuten toen hij in de 82e minuut mocht invallen voor Gonzalo Higuaín. Omdat Argentinië na twee wedstrijden geplaatst was voor de achtste finales, liet Maradona een aantal spelers rusten tijdens de derde partij tegen Griekenland (2-0 winst) en speelde Bolatti die van begin tot eind.

## Clubstatistieken
| Seizoen   | Club          | Competitie         | Duels | Goals |
| --------- | ------------- | ------------------ | ----- | ----- |
| 2003–06   | Belgrano      | Primera B Nacional | 51    | 0     |
| 2006–07   | Belgrano      | Primera División   | 35    | 1     |
| 2007–08   | FC Porto      | Primeira Liga      | 15    | 0     |
| 2008–10   | → Huracán     | Primera División   | 36    | 5     |
| 2010      | Fiorentina    | Serie A            | 22    | 0     |
| 2011–2015 | Internacional | Série A            | 30    | 1     |
| 2013      | → Racing Club | Primera División   | 16    | 0     |
| 2014      | → Botafogo    | Série B            | 26    | 2     |
| 2015–2017 | Belgrano      | Primera División   | 33    | 5     |
| 2017–2018 | Boca Unidos   | Primera B Nacional | 18    | 1     |